# Néferkarê III
Pour les articles homonymes, voir Néferkarê.
Néferkarê III Neby est un roi égyptien de la VIe dynastie, dans la transition de l'Ancien Empire vers la Première Période intermédiaire. En tant que tel, le siège du pouvoir de Néferkarê Neby était Memphis et il ne détenait peut-être pas le pouvoir sur toute l'Égypte. Il est un fils de Pépi II et de la reine Ânkhésenpépi IV.

## Attestations

### Attestations contemporaines
Contrairement à la plupart des rois de cette période, Néferkarê Neby est attesté par deux sources contemporaines. En effet, le nom de Néferkarê Neby apparaît sur la fausse porte et sur le sarcophage d'Ânkhésenpépi IV. Ces attestations montrent que la mère de Néferkarê Neby était apparemment la reine Ânkhésenpépi IV, ce qui fait de Pépi II probablement son père. La stèle d'Ânkhésenpépi IV rapporte que Néferkarê Neby a commencé la construction d'une pyramide, peut-être à Saqqarah et l'a nommé Djed-ânkh-Néferkarâ (Ḏd-ˁnḫ-Nfr-kȝ-Rˁ), signifiant « Néferkarê est stable et vivant ». L'emplacement de cette pyramide est inconnu et ne s'est très certainement jamais trouvé de façon significative sur le chantier.
| N5 | F35 | D28 |

| N5 | F35 | D28 |

| N5 | F35 | D28 |

| N5 | F35 | D28 |

| N5 | F35 | D28 |

| N5 | F35 | D28 |

| N5 | F35 | D28 |

| N5 | F35 | D28 |

| R11 | S34 | O24 |

| R11 | S34 | O24 |

### Nouvel Empire
Néferkarê Neby est présent dans la liste d'Abydos datant de la XIXe dynastie, à la 43e position. Le roi est absent du Canon royal de Turin, en effet, une grosse lacune affecte les rois ayant régné entre Netjerkarê et Néferkarê Pepiseneb.